# Helotiaceae
Famille
Helotiaceae est une famille de champignons ascomycètes  de l'ordre des Helotiales.

## Liste des genres
Selon Catalogue of Life (27 juillet 2017) :
- genre Allophylaria
- genre Ameghiniella
- genre Aquadiscula
- genre Articulospora
- genre Ascocalyx
- genre Ascoclavulina
- genre Ascoconidium
- genre Ascocoryne
- genre Ascotremella
- genre Ascoverticillata
- genre Austrocenangium
- genre Bactrexcipula
- genre Banksiamyces
- genre Belonioscypha
- genre Belonioscyphella
- genre Bioscypha
- genre Bisporella
- genre Bloxamia
- genre Bryophytomyces
- genre Bryoscyphus
- genre Bulgariella
- genre Bulgariopsis
- genre Calycella
- genre Capillipes
- genre Carneopezizella
- genre Cenangina
- genre Cenangium
- genre Cenangiumella
- genre Chloroscypha
- genre Chondropodiella
- genre Clithris
- genre Conchatium
- genre Cordierites
- genre Coryne
- genre Crocicreas
- genre Crumenella
- genre Crumenula
- genre Crumenulopsis
- genre Cudoniella
- genre Cyathicula
- genre Darlucis
- genre Davincia
- genre Deltosperma
- genre Dencoeliopsis
- genre Dictyonia
- genre Diehlia
- genre Dimorphospora
- genre Discinella
- genre Discorehmia
- genre Durella
- genre Encoeliopsis
- genre Endomelanconium
- genre Endosporostilbe
- genre Epiglia
- genre Episclerotium
- genre Erikssonopsis
- genre Eubelonis
- genre Excipulella
- genre Excipulina
- genre Falcipatella
- genre Falcipatellina
- genre Fluminispora
- genre Gloeopeziza
- genre Godroniopsis
- genre Gorgoniceps
- genre Grahamiella
- genre Gremmeniella
- genre Grimmicola
- genre Grovesia
- genre Helotium
- genre Heteropatella
- genre Heterosphaeria
- genre Holmiodiscus
- genre Hymenoscyphus
- genre Idriella
- genre Ionomidotis
- genre Jacobsonia
- genre Kubickia
- genre Lagerheima
- genre Leptobelonium
- genre Metapezizella
- genre Micropodia
- genre Mniaecia
- genre Mollisinopsis
- genre Mytilodiscus
- genre Neocudoniella
- genre Nipterella
- genre Ombrophila
- genre Orthoscypha
- genre Pachydisca
- genre Paracudonia
- genre Parencoelia
- genre Parksia
- genre Parorbiliopsis
- genre Patellea
- genre Patinellaria
- genre Pestalopezia
- genre Phaeangellina
- genre Phaeofabraea
- genre Phaeohelotium
- genre Phyllomyces
- genre Physmatomyces
- genre Pocillum
- genre Poculopsis
- genre Podobelonium
- genre Poloniodiscus
- genre Polydiscidium
- genre Pragmopycnis
- genre Pseudodiscosia
- genre Pseudohelotium
- genre Pseudoniptera
- genre Pseudopezicula
- genre Pseudospiropes
- genre Rhizocalyx
- genre Rhizothyrium
- genre Roesleria
- genre Sageria
- genre Scelobelonium
- genre Scutularia
- genre Septatium
- genre Septopezizella
- genre Skyathea
- genre Sporonema
- genre Stamnaria
- genre Strossmayeria
- genre Symphyosira
- genre Symphyosirinia
- genre Tatraea
- genre Thindiomyces
- genre Tricladium
- genre Unguiculariopsis
- genre Varicosporium
- genre Velutarina
- genre Viennotiella
- genre Weinmannioscyphus
- genre Xerombrophila
- genre Xeromedulla
- genre Xylogramma

## Galerie

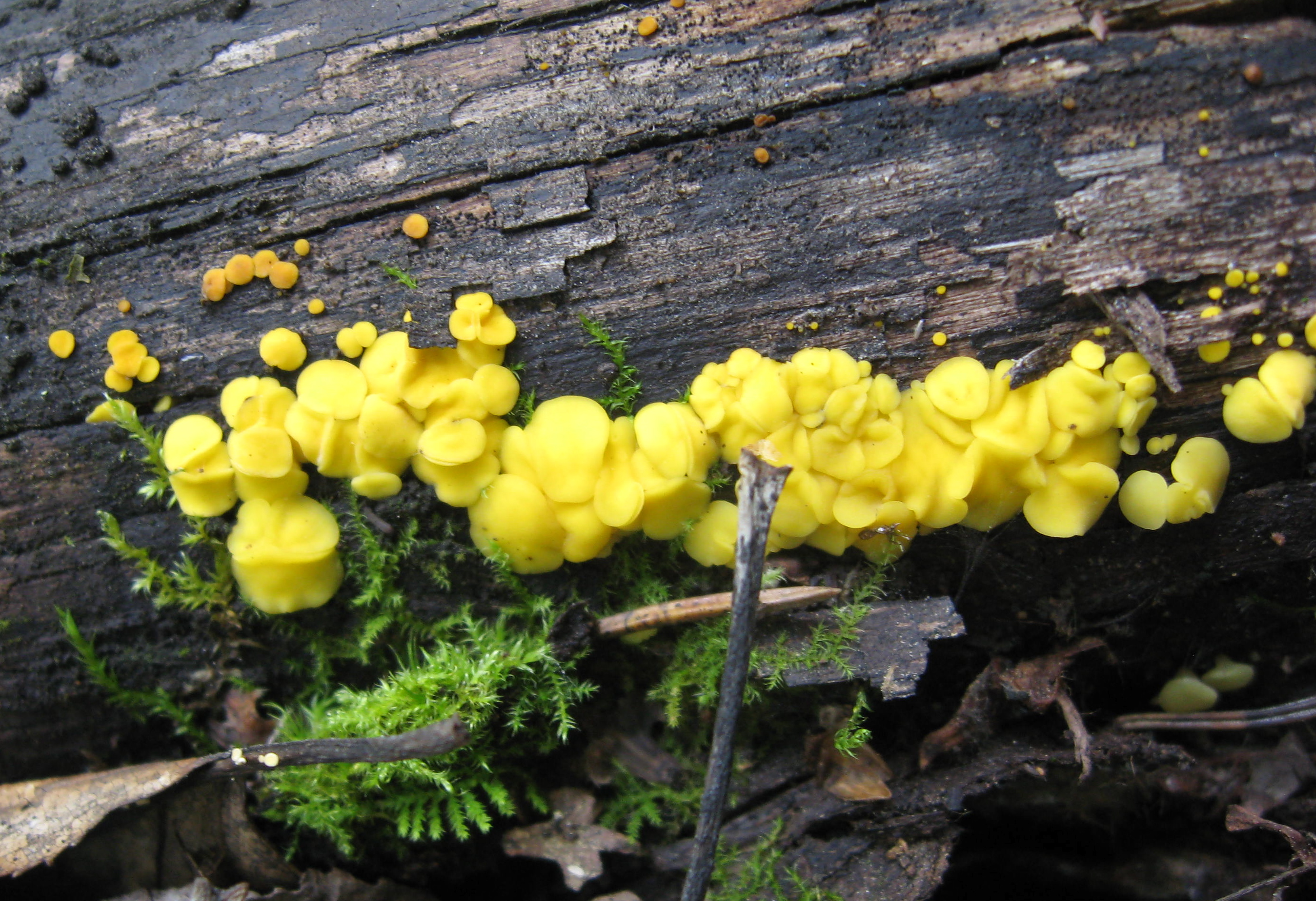
Bisporella citrina
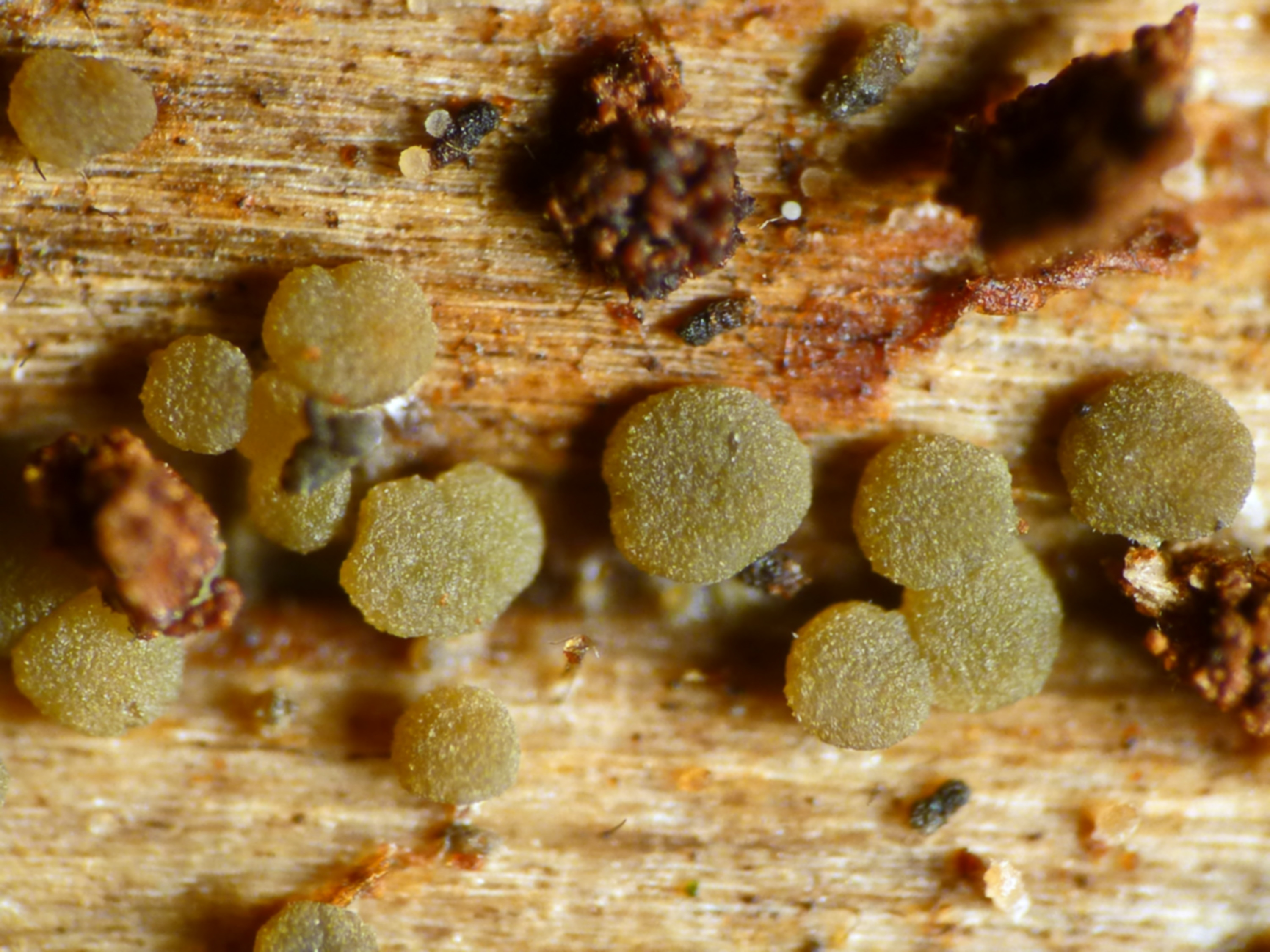
Claussenomyces prasinulus
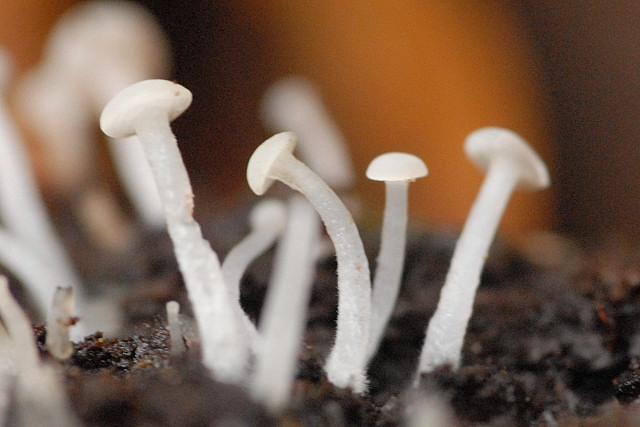
Cudoniella acicularis
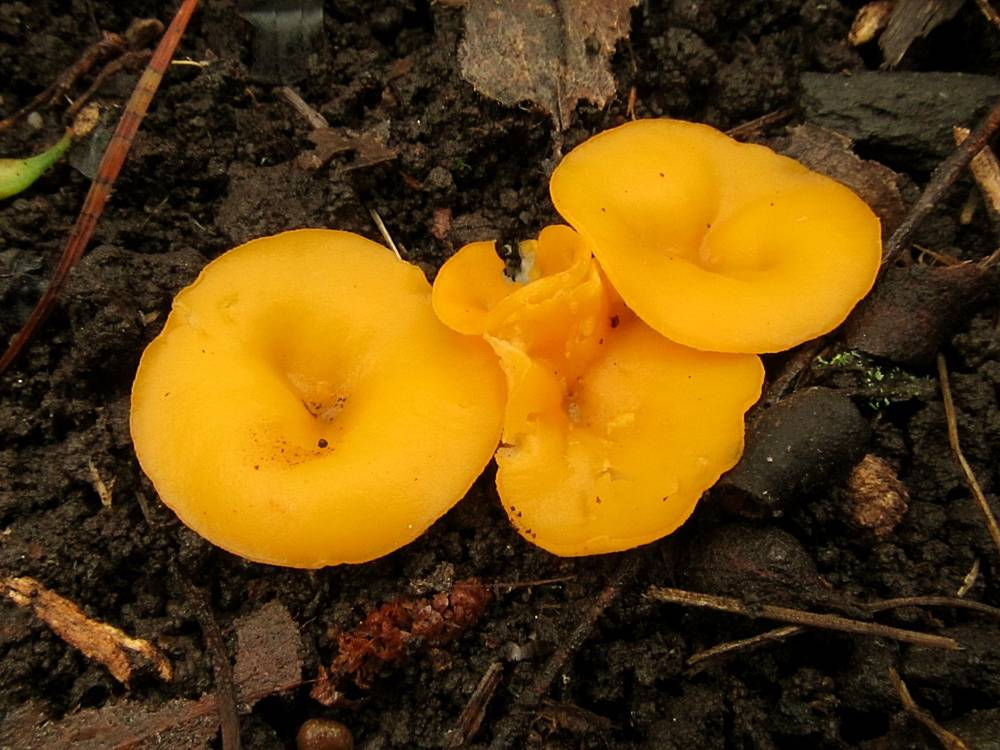
Discinella terrestris